# Palazzo nel Grande Giardino
Il palazzo nel Grande Giardino, noto anche come palazzo estivo o del giardino, è un palazzo di piacere barocco, di Dresda, costruito a partire dal 1679. Si trova nel Grande Giardino, un'ampia area verde ai margini del centro della città.
Il palazzo è considerato il primo edificio civile significativo, in Sassonia, costruito dopo la Guerra dei trent'anni. È anche uno dei primi edifici barocchi nell'area di lingua tedesca e uno dei più importanti di Dresda in termini di arte e cultura. È considerato il "preludio" al Barocco di Dresda.

Il palazzo si trova al centro del Grande Giardino.

## Posizione

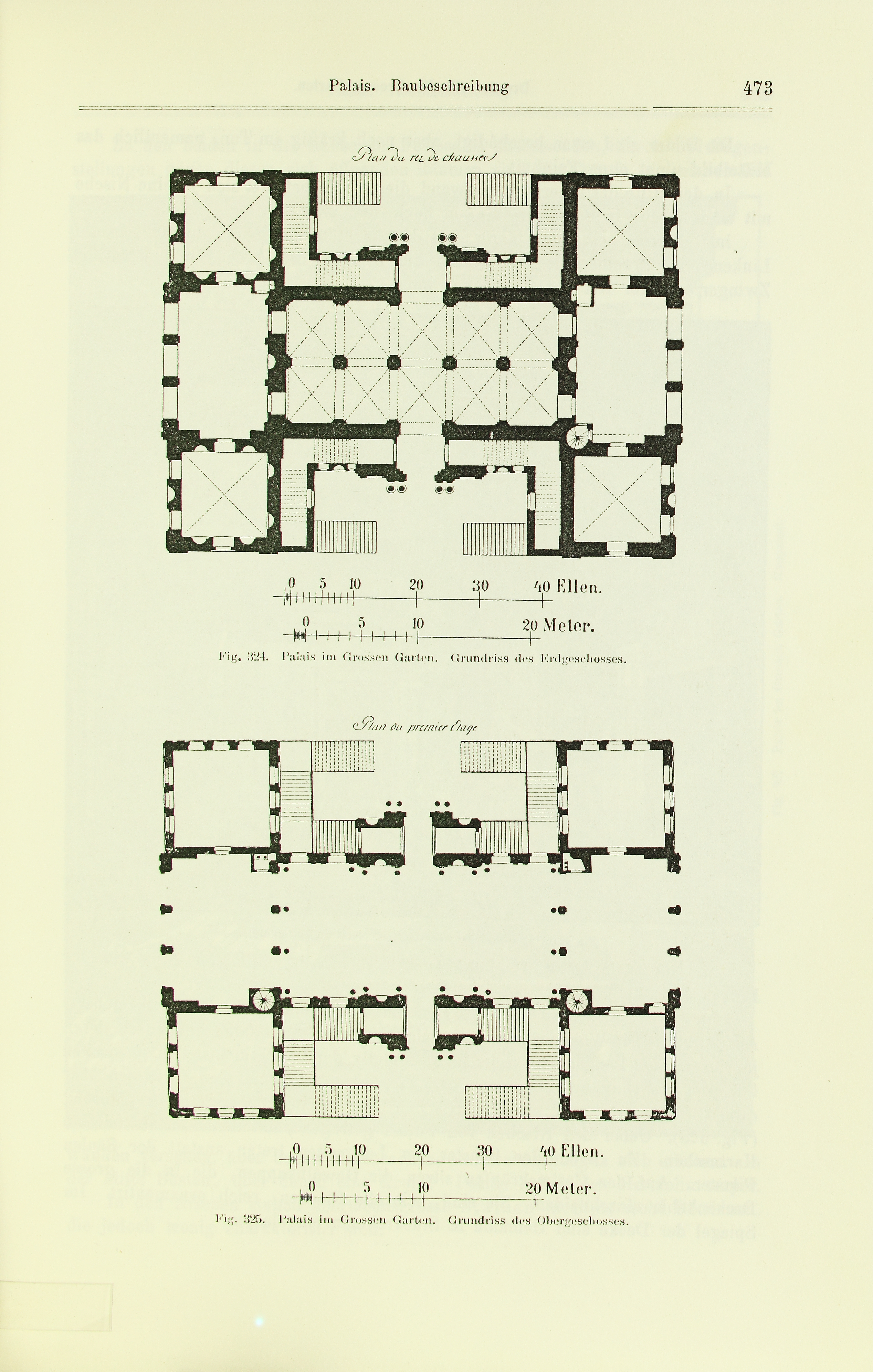
Planimetrie (piano terra e primo piano)

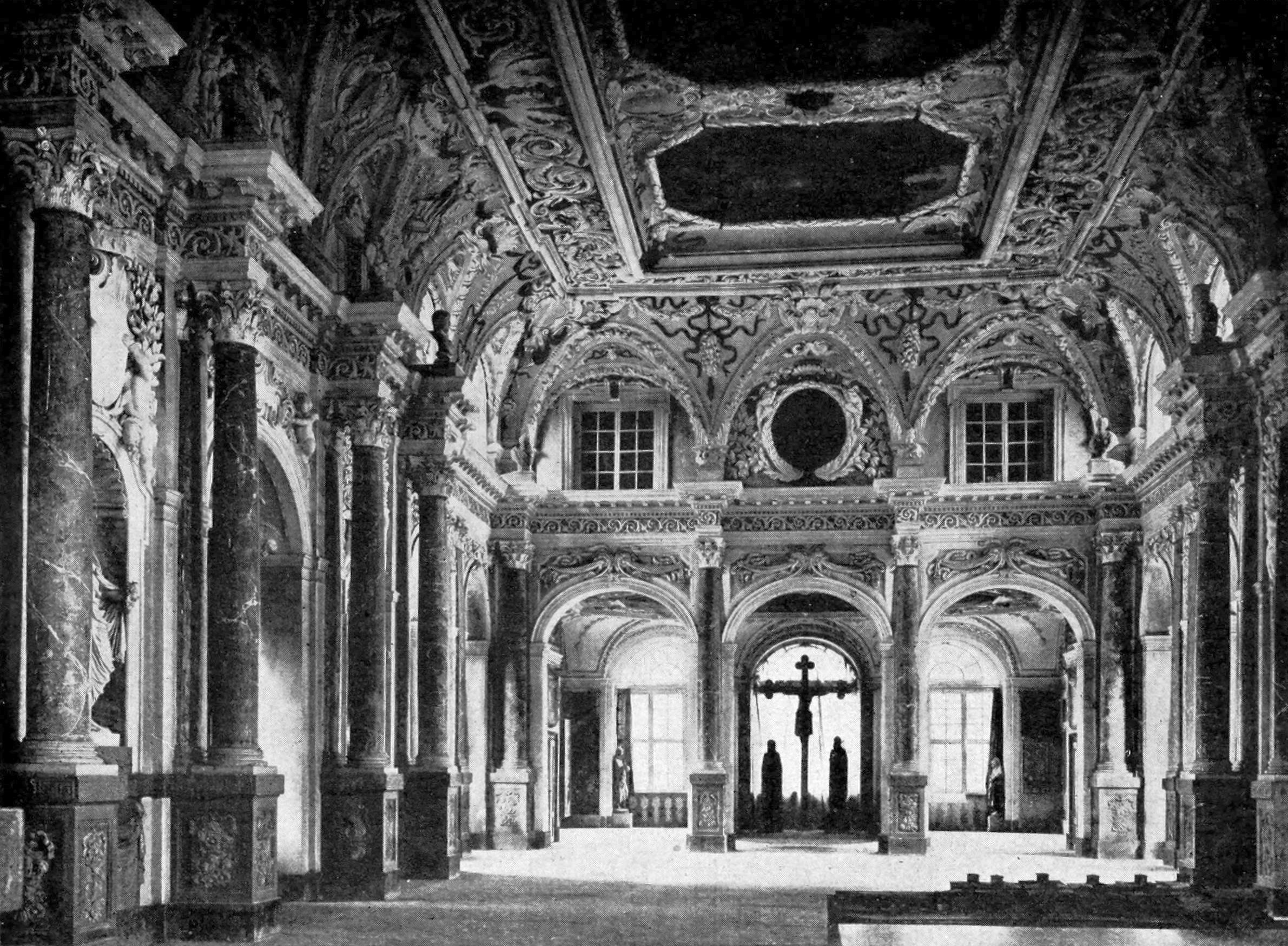
Primo piano

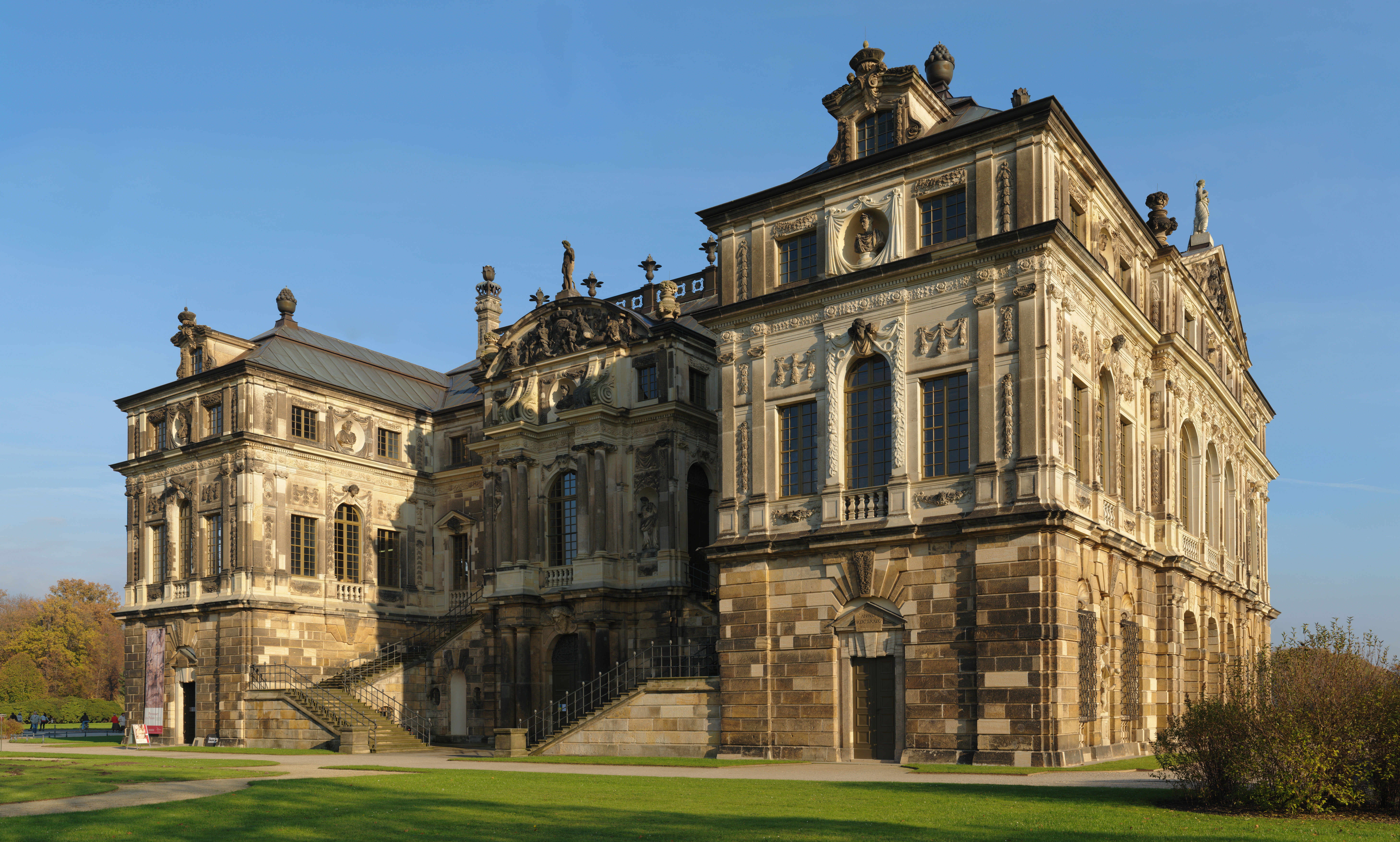
Lato nordoccidentale, verso la città

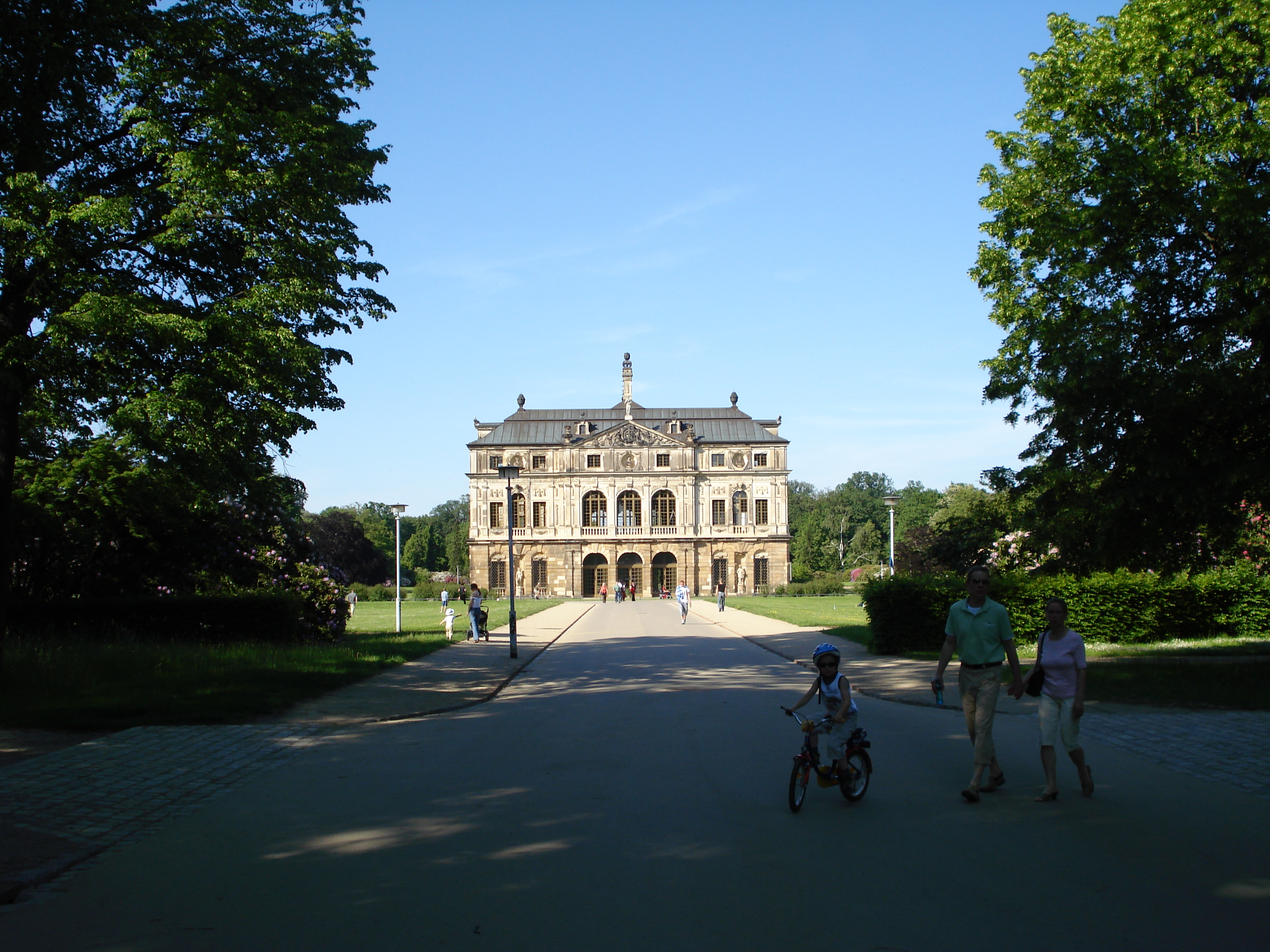
Vista, lungo Querallee, della facciata sud-ovest

Il palazzo si trova nel Grande Giardino, a circa due chilometri a sud-est del centro storico interno. Sorge al centro dell'ampio parco, di circa due chilometri quadrati, del quale è l'elemento dominante. Si trova all'incrocio di due direttive ad angolo retto, il viale principale e quello trasversale. Ci sono solo pochi altri edifici, molto più piccoli, in un raggio di circa 500 metri. A sud-est si trova lo stagno del Palazzo con la sua fontana, mentre il lato nord-ovest è fiancheggiato da un giardino fiorito.

## Costruzione

### Esterno
Il palazzo è uno dei più importanti edifici barocchi della prima età tedesca ed è stato uno degli edifici sul quale venne fondato il barocco di Dresda.
L'esecuzione sembra un po' più rigorosa del barocco classico italiano, avendo le caratteristiche costruttive del palazzo francese del XVII secolo. Elementi tipici del barocco classicista erano forme strutturali che furono prese direttamente dal Rinascimento: timpani triangolari presi in prestito dall'architettura del tempio, colonnati, colonne e pilastri in ordine colossale - anche questi spesso usati in due maniere diverse. Anche l'uso frequente della pietra naturale e l'eliminazione dell'intonaco colorato erano molto comuni. Il palazzo segue questo schema; uno dei suoi elementi distintivi è la struttura della facciata forte e contrastante con la sua decorazione rigogliosa ma rigorosamente ordinata. Il motivo a doppia colonna del corpo centrale, le volute sporgenti superiori e il timpano segmentato di coronamento ricordano l'architettura del Louvre. D'altra parte, anche le forme dei Rolli di Genova hanno trovato posto nel miscuglio di stili.
L'edificio, a tre piani, ha una pianta a forma di H, poiché due ali laterali sporgenti sono adiacenti al corpo centrale sui lati nord-est e sud-ovest. La struttura della facciata è enfatizzata, sia verticalmente che orizzontalmente. Le facciate principali, rivolte verso il centro cittadino, e lo stagno sono ciascuna a 13 assi. In entrambi i casi, tre di questi si riferiscono alle due strutture laterali sporgenti dell'ala e i restanti sette al corpo centrale. I suoi tre assi centrali, a loro volta, sono enfatizzati su entrambi i lati da un montante centrale, ciascuno dei quali termina con un timpano segmentato. Le facciate laterali sono divise in nove assi e sono anch'esse accentuate da una struttura centrale ciascuna con colonne su ogni piano, ma che ha un timpano triangolare. Le ali laterali formano due cortili, sul lato città e su quello di campagna, aperti su un lato. In questi sono integrate scale esterne a doppia rampa e due volute che portano al primo piano.
Le facciate sono riccamente decorate con rifiniture, tra cui festoni, fregi, vasi, lesene, capitelli e rilievi. I busti di dodici Cesari e di quattro imperatrici adornano l'esterno dell'edificio. In diverse nicchie della facciata ci sono, tra l'altro, quattro sculture in arenaria, più che in grandezza naturale, per il giudizio di Paride, che, come il disegno dei portali, risalgono a George Heermann, di formazione italiana.

### Interno

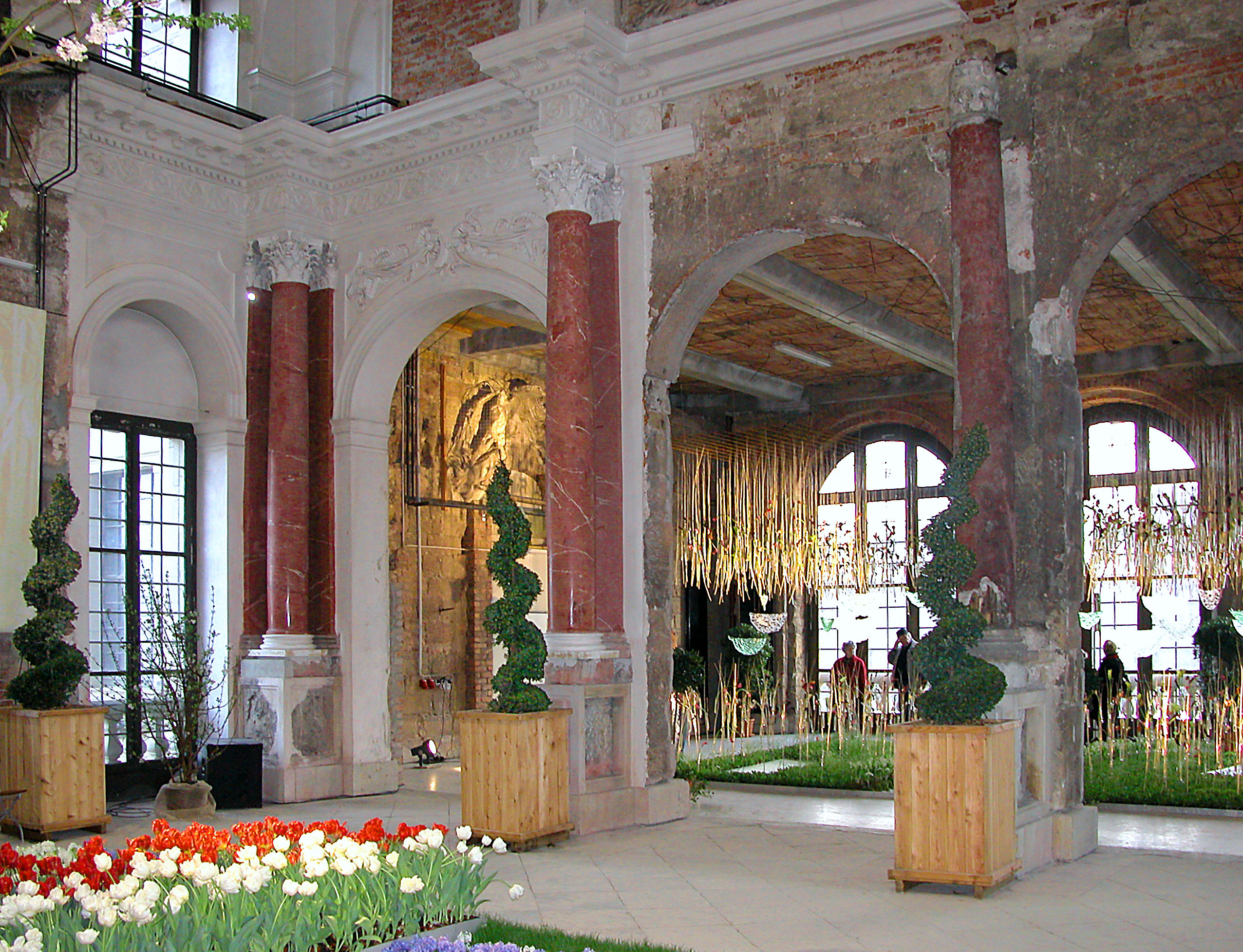
Il salone centrale parzialmente ricostruito al piano superiore

Il piano terra del corpo centrale è occupato da un vestibolo, costituito da un atrio con volte a crociera sorrette da colonne. Al di sopra si trova la grande sala da ballo, che si estende su due piani. Nelle due ali laterali ci sono tre sale più piccole su ogni piano.
L'interno dell'edificio è andato in gran parte distrutto, a seguito dei bombardamenti di Dresda, nel 1945. Oggi le stanze al piano terra sono state in gran parte ricostruite, inglobando parti conservate. Le stanze del piano superiore, invece, mostrano solo piccoli resti degli antichi arredi che si sono conservati fino al 1945 e finora sono stati ricostruiti solo in aree limitate. In origine la sala da ballo, in particolare, era riccamente decorata con stucchi in parte dorati. La lavorazione a stucco marmoreo, eseguita anche nella sala da ballo, era la più antica della Sassonia. Alcuni degli stucchi sono già stati restaurati all'interno. L'ornato delle sale laterali è stato creato da artisti francesi in uno stile precedentemente sconosciuto a Dresda. Quattro allegorie a grandezza naturale, realizzate in stucco, facevano parte della decorazione della sala da ballo.
I dipinti sulle pareti e sul soffitto furono eseguiti da Samuel Bottschildt con suo nipote, allievo e poi successore, Heinrich Christoph Fehling. L'affresco mostrava l'apoteosi del proprietario del palazzo, Giovanni Giorgio III di Sassonia. Il dipinto è considerato il primo punto culminante della pittura monumentale di Dresda ed è servito da modello per i dipinti sul soffitto del padiglione Fehling e Silvestre nello Zwinger.

## Storia

### Costruzione e uso come palazzo di piacere

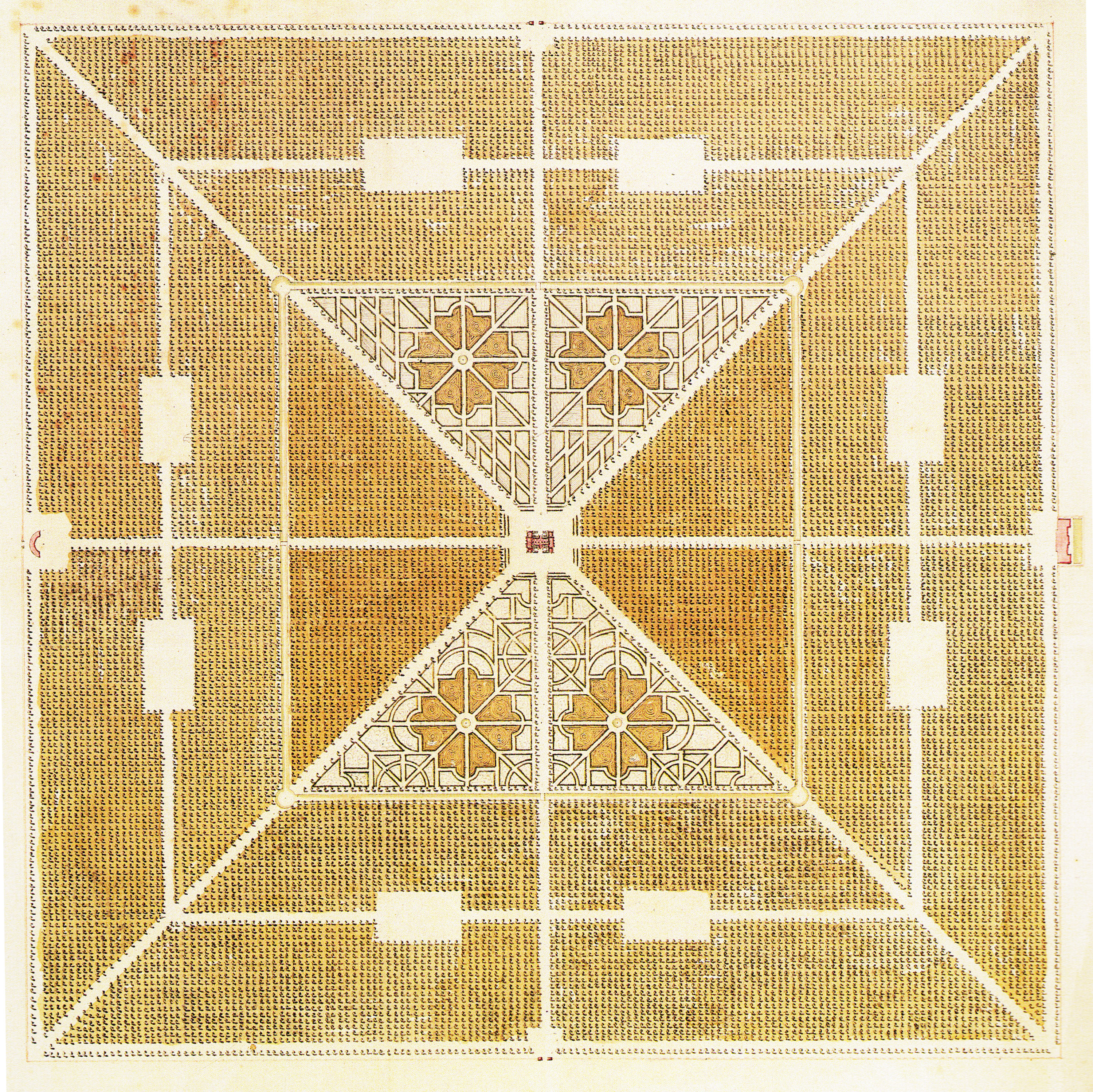
Il primo concetto di giardino e palazzo in un progetto del giardiniere di corte Martin Göttler nel 1683

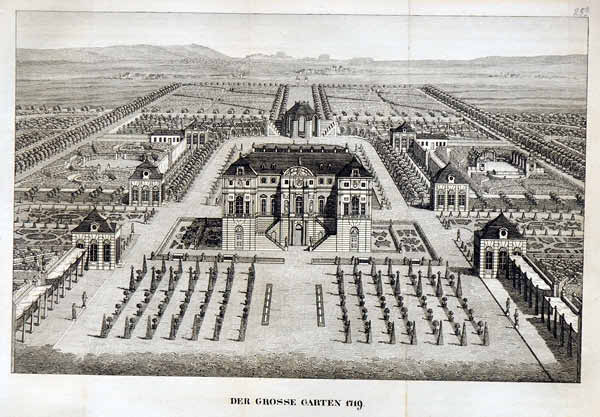
Il palazzo con il tempio di Venere alle spalle intorno al periodo della celebrazione del matrimonio del principe elettore Federico Augusto, incisione su legno del 1840

La progettazione di un palazzo di piacere, al centro di un giardino quadrato, iniziò al più tardi nel 1676. Dal 1676 al 1678, sotto la direzione del giardiniere di corte Martin Göttler, fu acquistato il terreno per la costruzione Grande Giardino dall'allora Elettore Giovanni Giorgio. La costruzione del palazzo iniziò al più tardi nel 1679 sotto la direzione dei lavori del capomastro dell'Oberland, Johann Georg Starcke. Oggi il palazzo è una delle sue opere principali e assume numerosi spunti dalla costruzione di ville italiane, che si combinano con influenze francesi. Il superiore di Starcke, a quel tempo, era Wolf Caspar von Klengel ispettore capo degli edifici civili e militari, quindi è probabile il suo coinvolgimento nella progettazione. In particolare, i motivi ornamentali delle facciate, come drappi di foglie e festoni, riccamente distribuiti sulle superfici, seguono il linguaggio formale del Rinascimento italiano che Klengel portò in Sassonia negli anni 1650. Klengel affrontò la connessione tra architettura e scultura, come è tipico dell'edilizia. Le sculture su larga scala delle facciate e precedentemente dell'interno sono state create da George Heermann, di formazione italiana, e dai fratelli Jeremias e Conrad Max Süßner. Vennero coinvolti anche gli scultori Marcus Conrad Dietze e Abraham Conrad Buchau.
A quel tempo, il palazzo si trovava lontano dalle porte delle fortificazioni di Dresda e non era destinato ad essere utilizzato per viverci, ma solo per scopi di intrattenimento per la casa principesca e i suoi ospiti. Quando fu completato, almeno nella parte esterna nel 1683, dopo cinque anni di costruzione, il suo committente era stato Elettore di Sassonia per tre anni, dopo la morte di suo padre. I lavori interni furono completati solo nel 1690, poco prima della morte di Giovanni Giorgio III. Dal 1683 avvenne la prima riprogettazione del Grande Giardino secondo il progetto del giardiniere Johann Friedrich Karcher che era appena arrivato a Dresda. In questo contesto furono costruite, tra il 1684 e il 1694, le otto case quadrate dei cavalieri, raggruppate intorno al palazzo seguendo il modello di Marly. Cinque di questi padiglioni mansardati di un piano e mezzo, che contenevano sale per il gioco e il ristoro per la società di corte, sono stati conservati fino ad oggi.
Dopo la morte di Giovanni Giorgio IV, nel 1694, il palazzo passò al fratello minore Augusto il Forte. Nei successivi tre decenni fu teatro delle sontuose feste di corte tipiche dei governanti assoluti. Il suo momento clou fu il Festival di Venere organizzato da Augusto in occasione delle nozze del figlio, allora Elettore Federico Augusto, con l'arciduchessa austriaca Maria Giuseppa, nel settembre 1719. Soprattutto, per questa occasione, Zacharias Longuelune costruì un tempio di Venere vicino al palazzo, che fu trasferito a Pillnitz nel 1725. Nel corso dei festeggiamenti venne eseguita un'opera in stile francese nel teatro giardino, il cui soggetto era stato dettato dallo stesso re.
Nel corso degli anni 1720 l'importanza del palazzo, per le feste di corte, diminuì drasticamente. Le abitudini erano cambiate, motivo per cui altri castelli e terreni, come lo Zwinger e il giardino barocco di Großsedlitz, furono preferiti da quel momento in poi. Le modifiche pianificate inizialmente non furono più eseguite.

### Utilizzato per collezioni e mostre
Alla fine degli anni 1720 ci fu finalmente un cambio d'uso. Nel 1729 il re fece allestire al pianterreno del palazzo l'ampia collezione di antichità che aveva comprata un anno prima a Roma. Delle 194 statue antiche, 160 provenivano dalla collezione della famiglia Chigi e 34 dalla collezione di Alessandro Albani. Era la prima grande collezione di antichità che appariva in Germania. L'Antikensammlung costituì la base della collezione di sculture della Staatliche Kunstsammlungen Dresden e rimase nel palazzo fino al 1747.
Successivamente diminuì l'interesse degli elettori per il Grande Giardino. Uno dei motivi era stata la distruzione del palazzo e dell'area circostante durante la Guerra dei sette anni. Dopo che, nel 1759, Dresda era passata nelle mani dell'Impero austriaco e dell'esercito imperiale, a seguito della battaglia di Maxen, l'esercito prussiano, sotto Federico il Grande, cercò di conquistare la residenza reale sassone nel 1760. I combattimenti portarono alla devastazione nella periferia di Dresda e del Grande Giardino. L'Oberlandbaumeister Julius Heinrich Schwarze iniziò la ricostruzione.
La battaglia vicino a Dresda, in cui sassoni e francesi affrontarono prussiani e russi nel 1813, causò nuovi danni. Prima che fossero riparati, il governatore russo Repnin-Volkonskij aveva aperto al pubblico il Grande Giardino. Questo fu un impulso decisivo per il futuro del palazzo. Dal 1828 una società orticola lo utilizzò come deposito e nello stesso anno organizzò la "Prima mostra pubblica di frutti e piante rare". La "Prima grande mostra di piante da fiore" seguì nella primavera del 1829. Seguirono altre mostre di frutta e piante che resero famoso il palazzo come luogo per mostre di fiori, piante e frutta. Nel 1841 la "Royal Saxon Antiquities Association" si trasferì al piano terra e lo utilizzò per esporre sculture sacre. Dopo la morte dello scultore di corte, Ernst Rietschel, la sua vasta collezione fu progettata come un museo e ospitata nella sala da ballo al piano superiore del palazzo nel 1861. Il "Museo Rietschel" fu trasferito alla Collezione di sculture di Dresda nel 1889 e trasferito all'Albertinum. Il "Museo dell'Associazione delle Antichità", con i suoi numerosi oggetti, originariamente appartenenti alla chiesa, si espanse al piano superiore nel 1890 e rimase il principale fruitore dell'edificio per i decenni successivi.
Nel 1887 si svolse, nel Grande Giardino, la "Prima Mostra Internazionale dell'Orticultura di Dresda" e nel 1896 la "Seconda Esposizione orticola internazionale". Nel 1907 si svolse la "Terza Mostra internazionale dell'orticoltura", in cui, oltre alla presentazione del materiale vegetale, vennero create, per la prima volta, grandi immagini tematiche. La mostra di fiori odierna, nella "Primavera di Dresda al Palais", si basa su quest'ultima.

### Distruzione e ricostruzione
I raid aerei su Dresda, distrussero il palazzo, poco prima della fine della seconda guerra mondiale, nel febbraio del 1945. L'edificio andò completamente a fuoco. Di conseguenza, gli interni, ad esempio stucchi e mobili, nonché le proprietà non esternalizzate dell'"Associazione Museo delle Antichità" andarono quasi completamente perse. Tutti i tetti e soffitti furono distrutti e gran parte delle facciate, soprattutto nella zona dell'ala sud, furono gravemente danneggiate. Le bombe ad alto potenziale compromisero gravemente la statica della struttura.

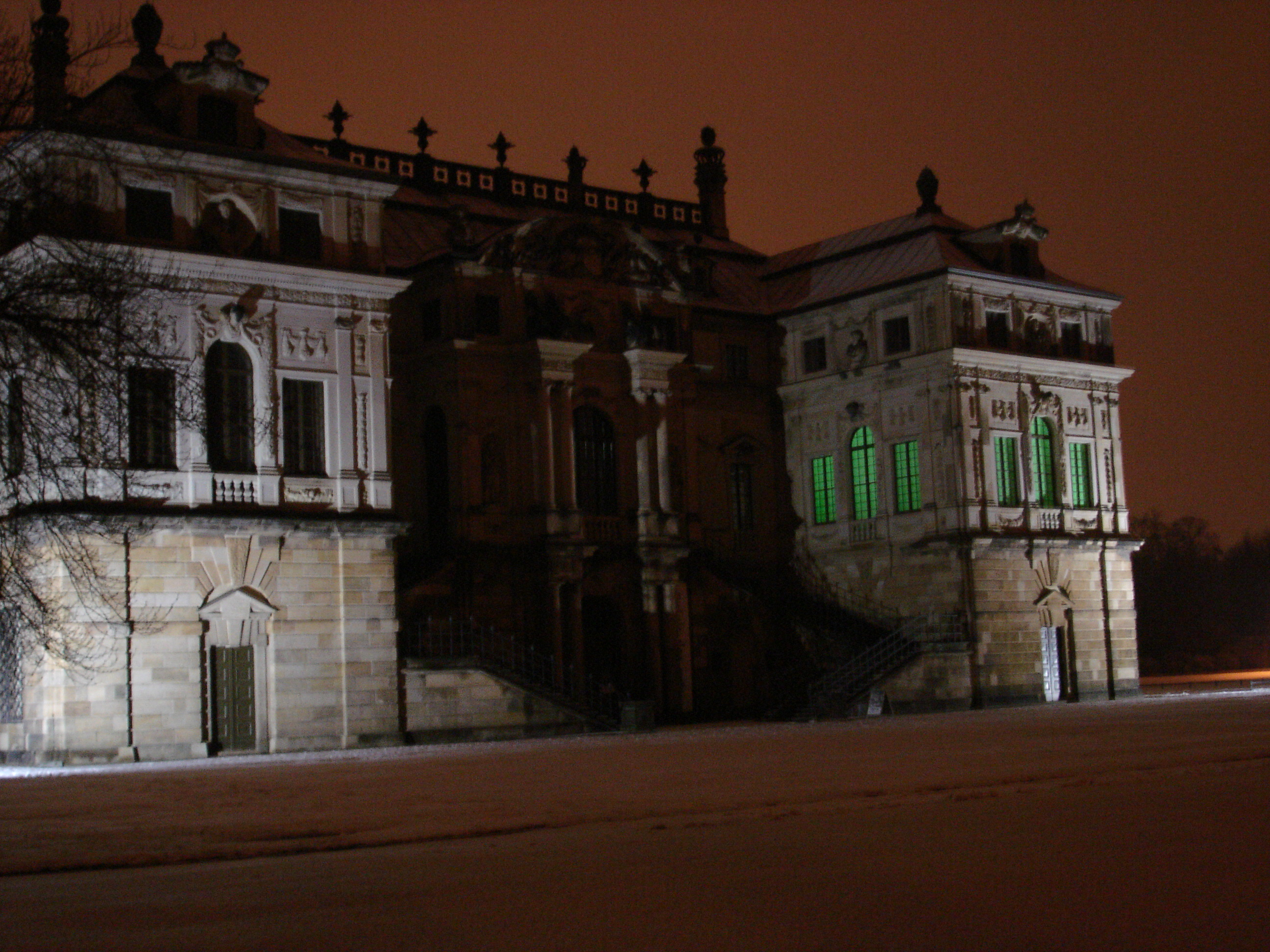
Il palazzo di notte

Già nel 1946 iniziarono interventi per mettere in sicurezza le murature e nel 1954 iniziò la graduale ricostruzione. Nel 1964 il tetto fu coperto con una costruzione provvisoria in acciaio, in modo che nel 1965 fosse possibile mettere al sicuro i rimanenti stucchi. L'esterno del palazzo venne in gran parte restaurato nel 1969, ma negli anni '70 e '80 non fu quasi mai utilizzato. Dal 1968 al 1974 una piccola porzione della sala da ballo venne restaurata in via sperimentale. Tra il 1978 e il 1984 nel palazzo esisteva un laboratorio per la ricostruzione della Semperoper, in cui, tra l'altro, veniva dipinto il sipario del teatro dell'opera. Il tetto venne completato nel 1993, e il soffitto in stucco, al piano terra, lo era stato un anno prima.
Il 1º agosto dello stesso anno fu fondata la "Compagnia del Castello e dei Giardini di Dresda" (oggi parte dei "Palazzi, Castelli e Giardini di Sassonia"), con il trasferimento della gestione del giardino e del palazzo dalla città di Dresda allo Stato libero di Sassonia. Sotto la sua direzione, negli anni '90, sono stati effettuati ampi lavori di ristrutturazione all'esterno dell'edificio. Poiché sono state utilizzate sia le parti vecchie che quelle nuove del muro, anche la facciata del palazzo, come la Frauenkirche di Dresda, è un mosaico di pietre chiare e scure.
Mentre la ricostruzione dell'esterno era stata completata, l'interno venne solo parzialmente rinnovato a partire dal 1990, e dal 1995 vi si svolsero i primi eventi pubblici al piano terra. Nell'ottobre 2000 il "Förderverein Palais Großer Garten e. V.", insieme alla "Fondazione della Comunità di Dresda", iniziò a sostenere la ricostruzione degli interni, in particolare della sala da ballo, e il suo utilizzo per eventi culturali. Sotto la guida del suo membro, Günter Voigt, l'associazione degli amici organizzò progetti per la ricostruzione della sala da ballo, nella quale, nel 2002, si è svolta per la prima volta una conferenza sul Grande Giardino. Fino al 2005 sono stati eseguiti esami climatici degli ambienti e ulteriori misure di sicurezza su intonaci e stucchi. Nel 2005 la fondazione della comunità e l'associazione di sostegno hanno organizzato il primo ballo comunitario nel palazzo. Inoltre, vengono presentate mostre di arte moderna e musica da camera sotto il nome di Offenes Palais.
La mostra di fiori e fiorai, Dresden Spring al Palais, ha attirato decine di migliaia di visitatori a partire dal 2006. L'organizzatore è la "Fördergesellschaft Gartenbau Sachsen", con sede a Dresda. Da allora, giardinieri, fioristi, artisti e designer di luci e suoni hanno creato un'opera d'arte totale, composta di colori, forme e profumi, ogni due anni. Con circa 40.000 fiori e piante, la mostra è la più importante di fiori primaverili in Germania. Con la mostra, la "Saxon Funding Society" vorrebbe continuare la tradizione delle grandi mostre di fiori, piante e frutta a Dresda e presentare il valore di giardinieri e fioristi.